# Manuel Barreiro Bustelo
Manu Barreiro (nascut a Santiago de Compostel·la, Galícia, Espanya el 8 de juliol del 1986) és un futbolista gallec que juga com a davanter al Club Gimnàstic de Tarragona.